# Lieu-Saint-Amand
Lieu-Saint-Amand è un comune francese di 1 271 abitanti situato nel dipartimento del Nord nella regione dell'Alta Francia.

## Società

### Evoluzione demografica
Abitanti censiti